# Яковлев, Анатолий Михайлович
Анатолий Михайлович Я́ковлев (1902—1978) — советский инженер, конструктор паровых турбин. Лауреат Ленинской премии.

## Биография
Выпускник Удомельской школы, физико-математического факультета ЛГУ (1928) и Ленинградского политехнического института (1931). (Всесоюзного котлотурбинного института — так с 1930 по 1934 год назывался один из факультетов ЛПИ, ставших отраслевыми вузами).
С 1931 по 1974 год работал на Ленинградском металлическом заводе (в том числе в период Блокады Ленинграда), последняя должность — начальник бюро конструкторского отдела паровых турбин.

## Признание
- Сталинская премия третьей степени (1952) — за разработку конструкции и освоение производства унифицированной серии паровых турбин высокого давления
- Ленинская премия (1963) — за создание паровой турбины ПВК-200-130 мощностью 200 000 кВт на параметры 130 ата, 565 °С с промежуточным перегревом до 565 °С.